# Каридади (Сеара)
Каридади (порт. Caridade)  —  город и муниципалитет в Бразилии, входит в штат Сеара. Составная часть мезорегиона Север штата Сеара. Входит в экономико-статистический  микрорегион Канинде. Население составляет 17 948 человек на 2006 год. Занимает площадь 846,373 км². Плотность населения — 21,2 чел./км².

## История
Город основан в 1958 году.

## Статистика
- Валовой внутренний продукт на 2003 составляет 37.425.734,00 реалов (данные: Бразильский институт географии и статистики).
- Валовой внутренний продукт на душу населения на 2003 составляет 2.218,08 реалов (данные: Бразильский институт географии и статистики).
- Индекс развития человеческого потенциала на 2000 составляет 0,618 (данные: Программа развития ООН).